# پارک گوئل

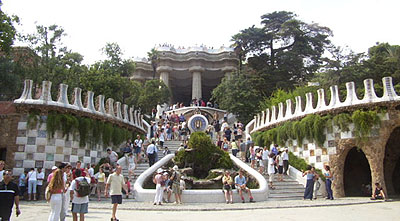
نمایی از ورودی پارک

پارک گوئل (به اسپانیایی: Parc Güell) که نامش را از ائوزبی گوئی گرفته و تلفظ صحیح کاتالان نامش پارک گوئِی است، بوستانی شامل عناصر معماری است که در تپه ال کارمل در منطقه گراسیا بارسلون قرار دارد. این بوستان توسط معمار نامی کاتالان، آنتونی گائودی در بین سال‌های ۱۹۰۰ تا ۱۹۱۴ ساخته شده‌است. این مجموعه بخشی از کارهای آنتونی گائودی در میراث جهانی یونسکو می‌باشد.

## نگارخانه

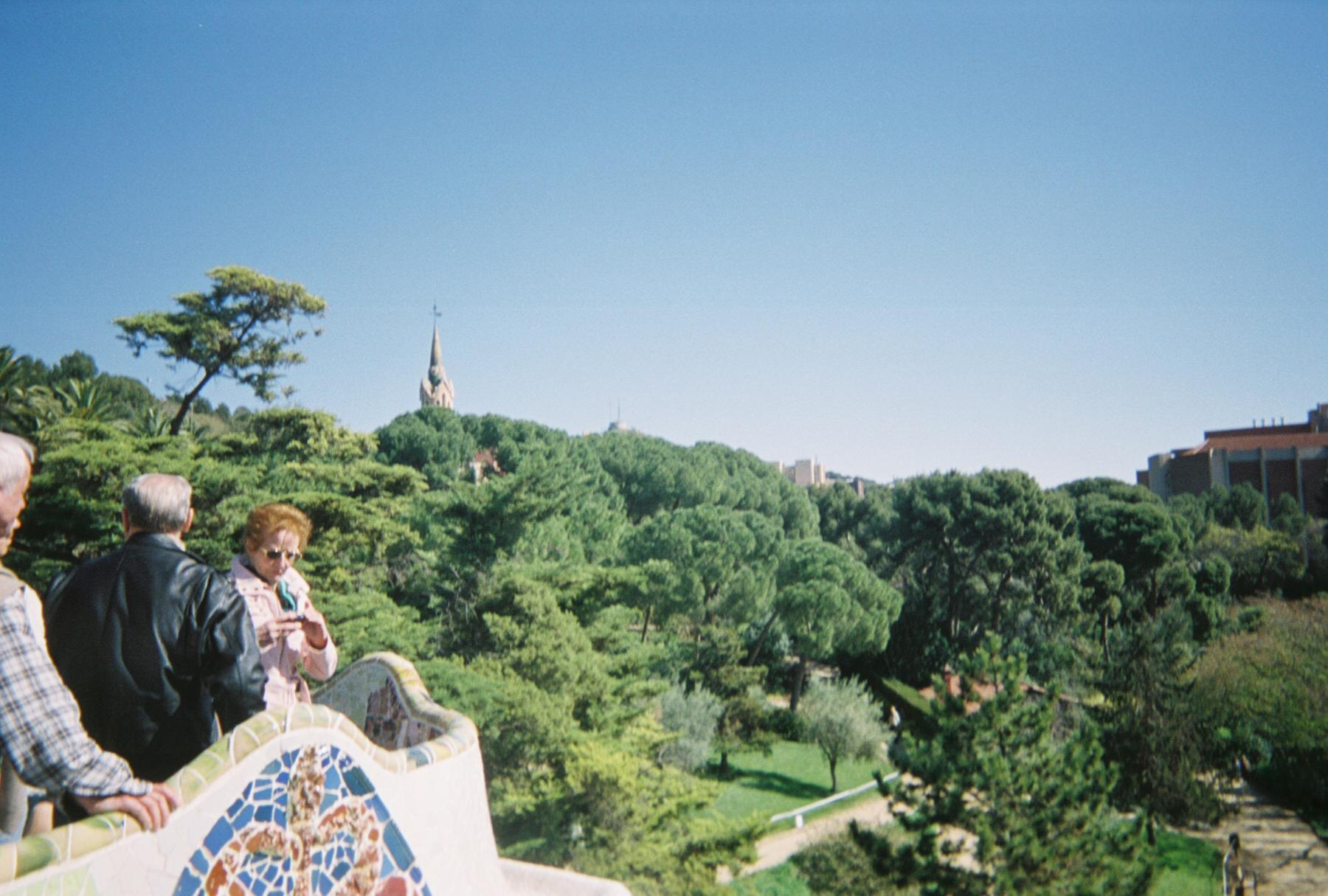
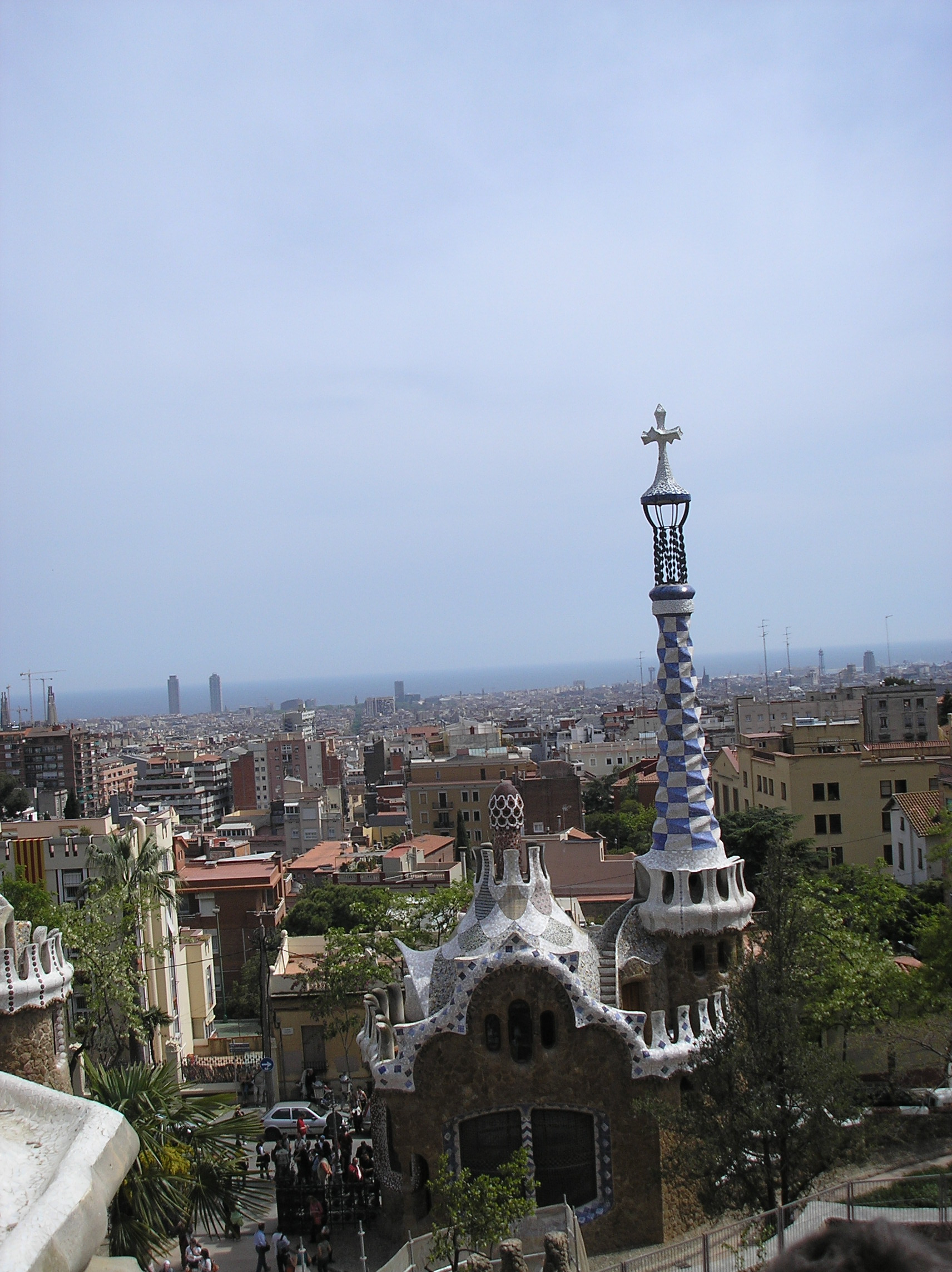
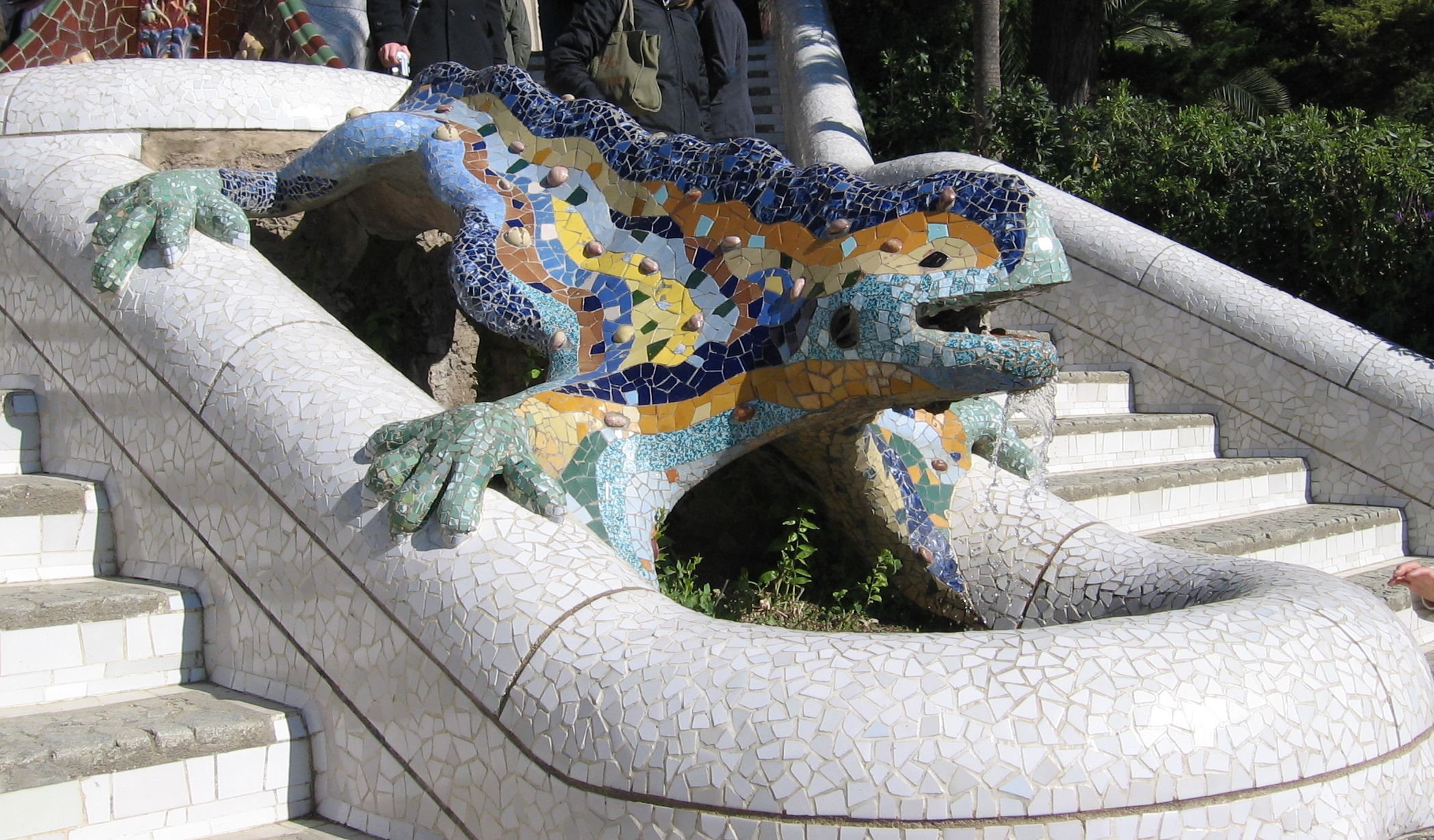
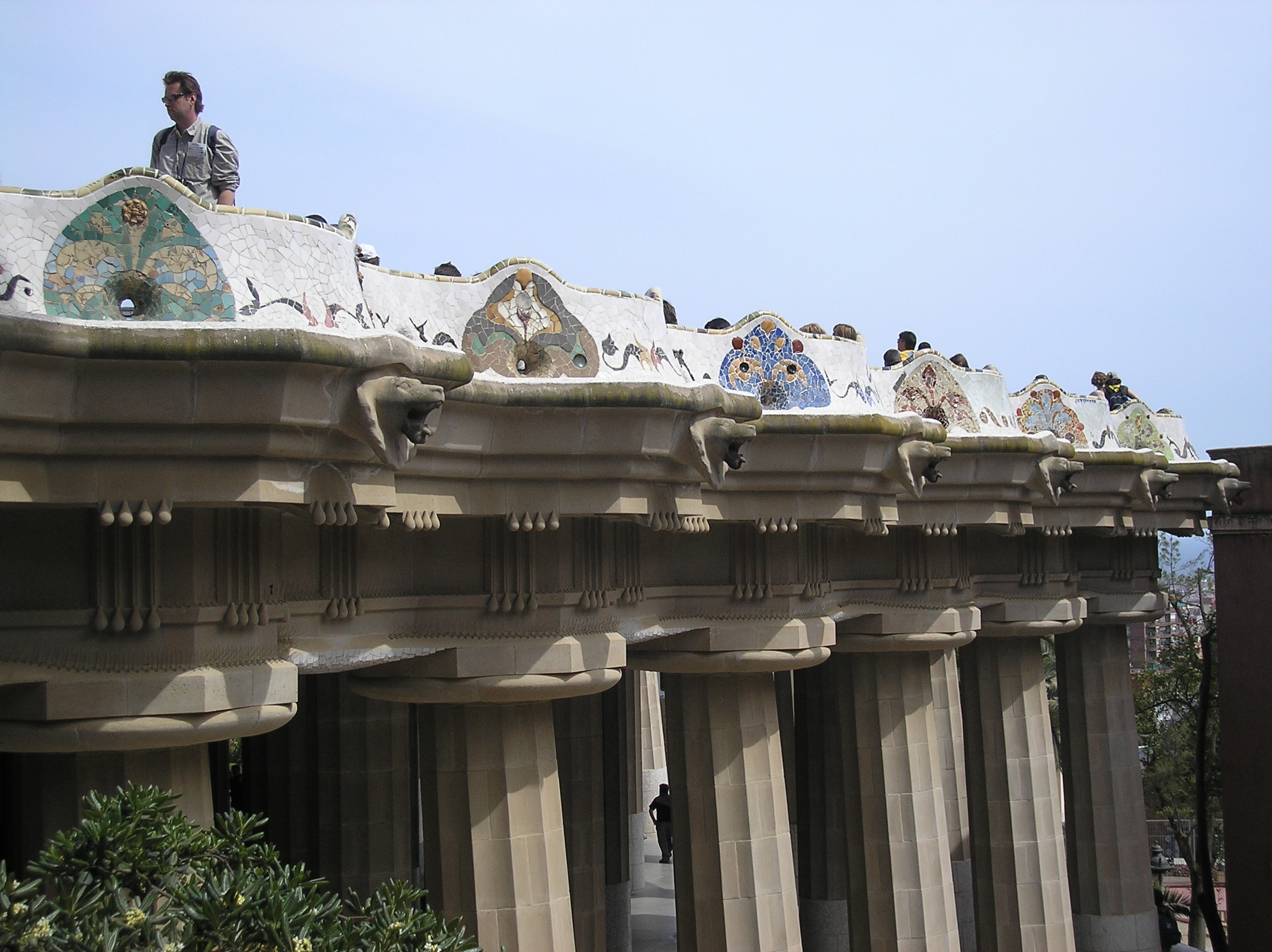
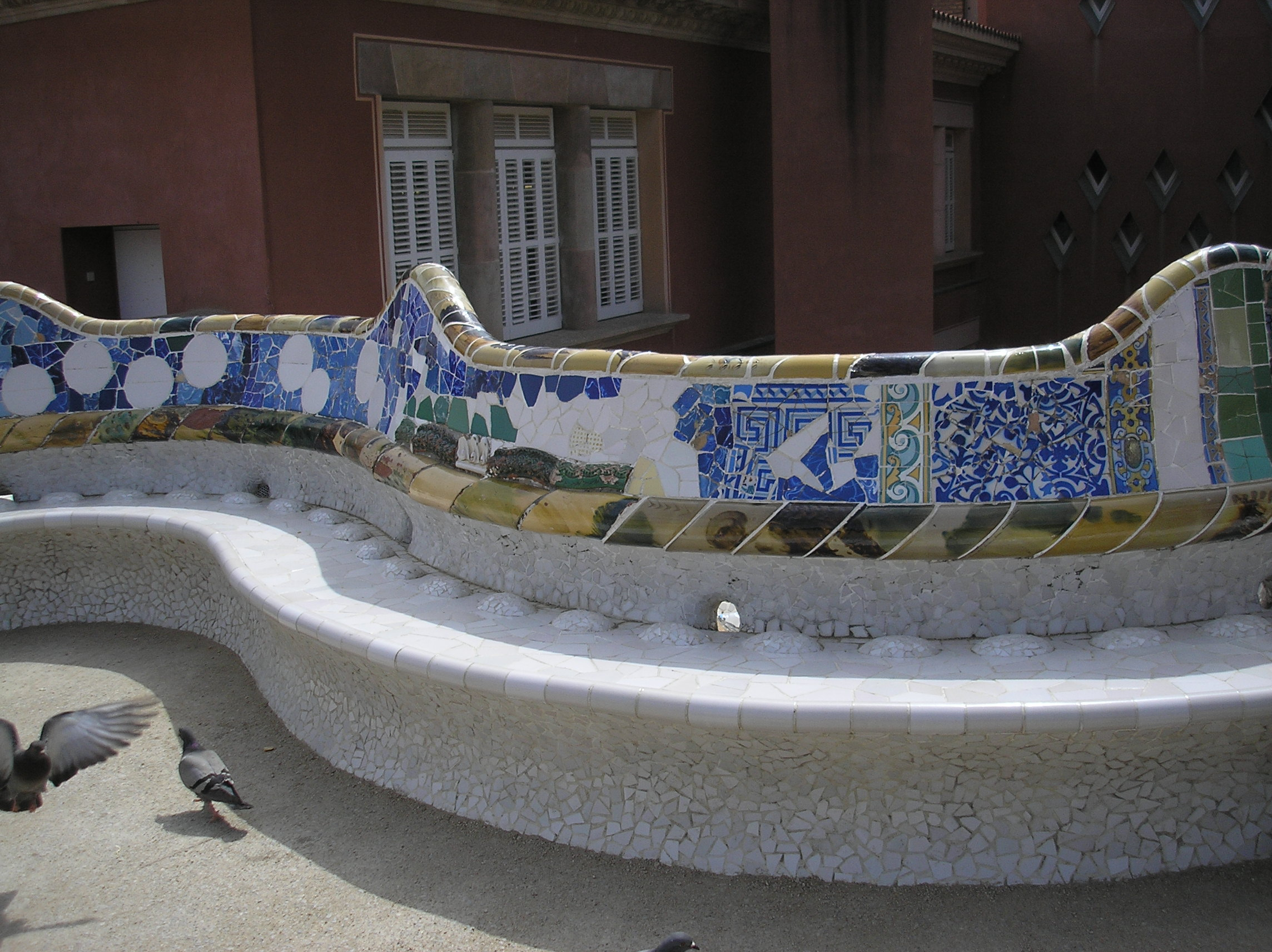
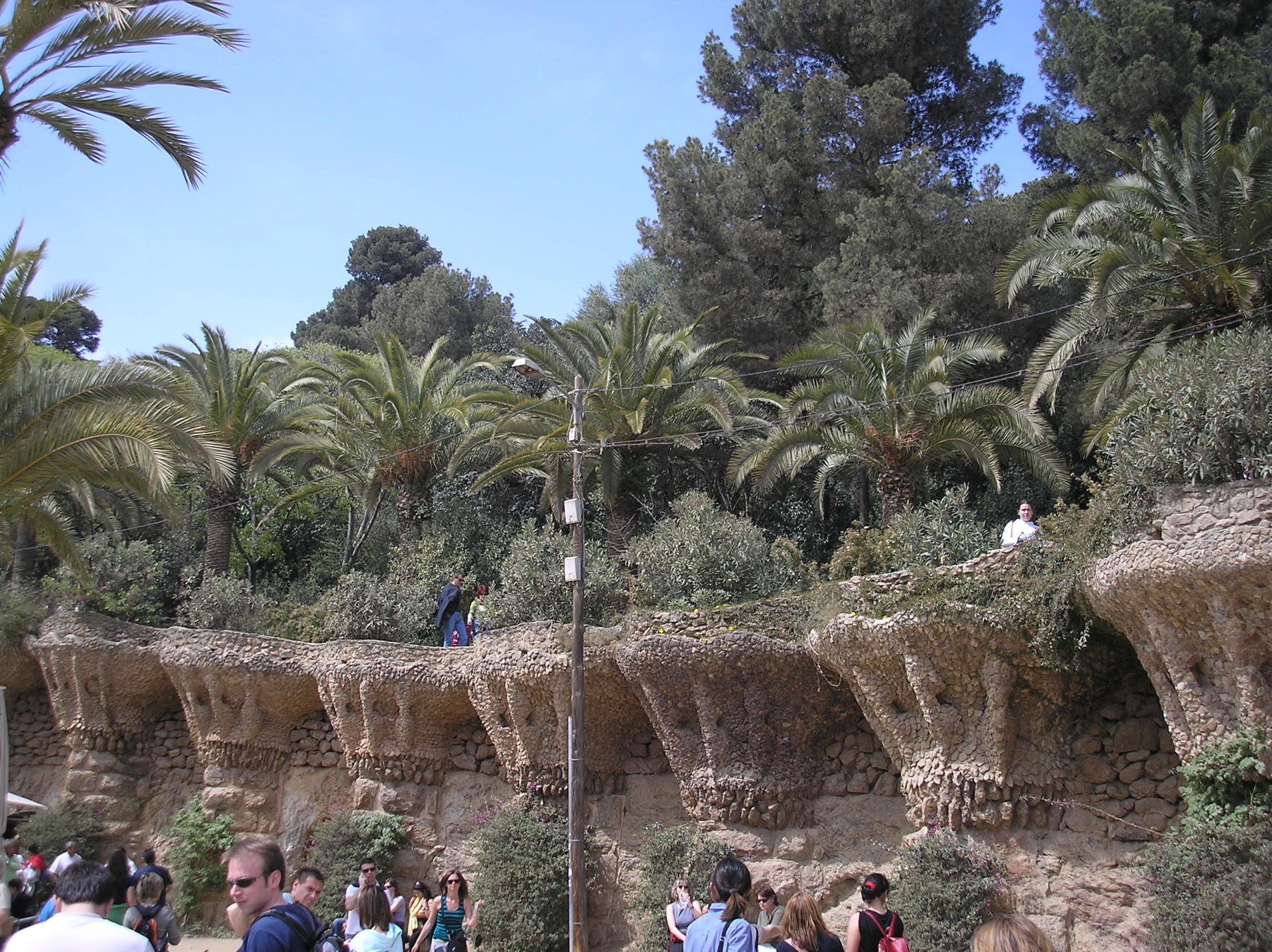
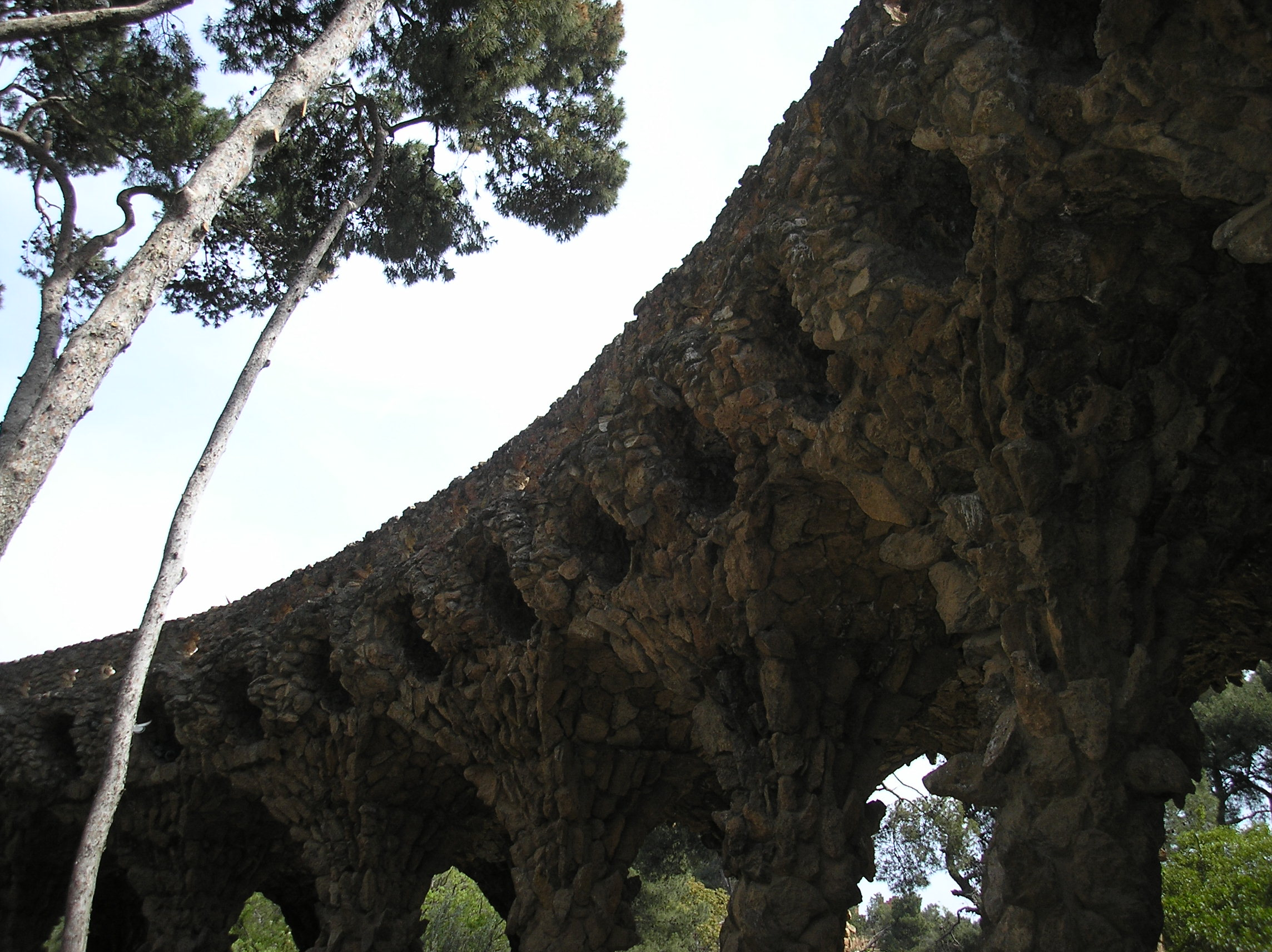
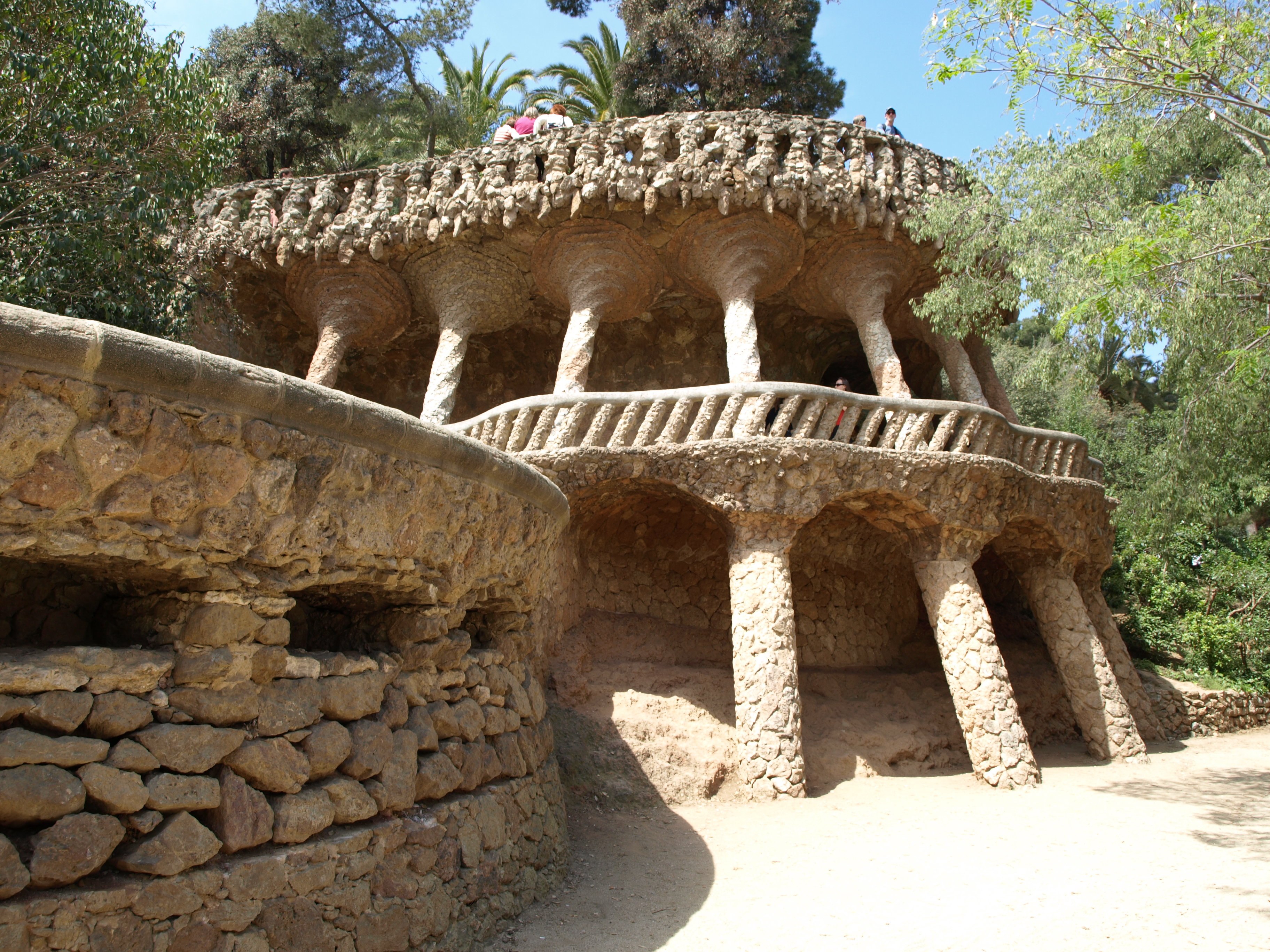
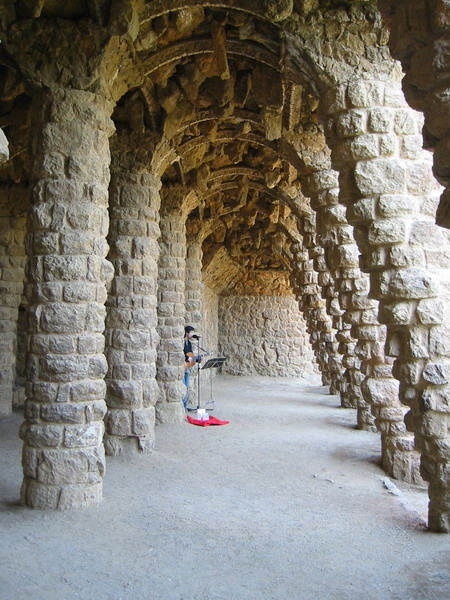
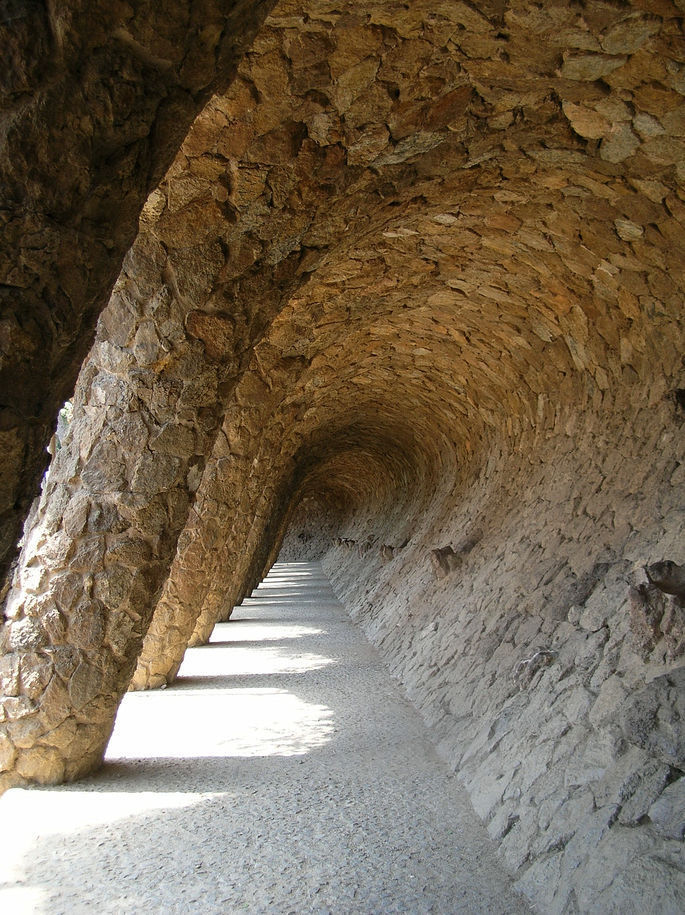
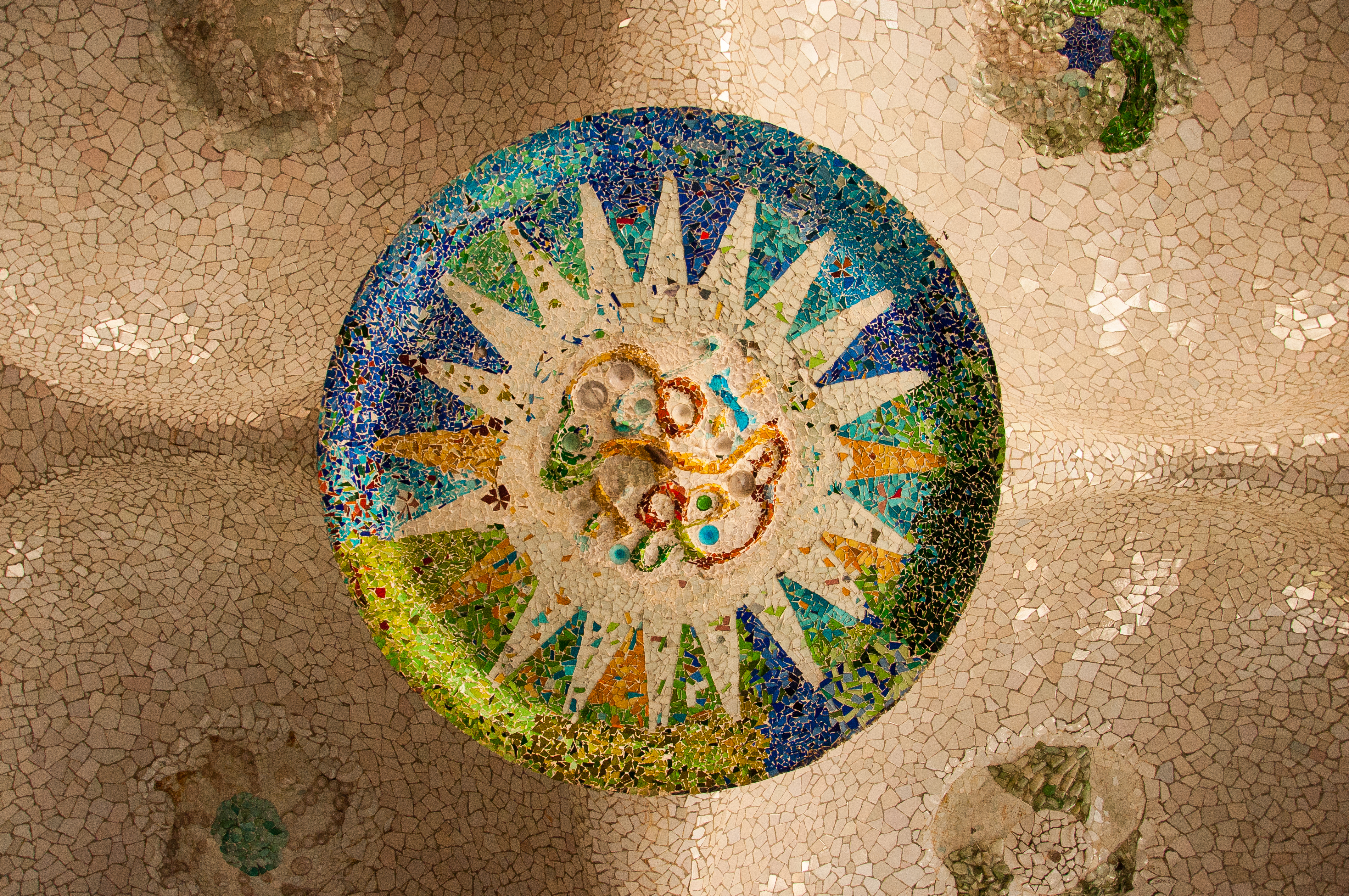
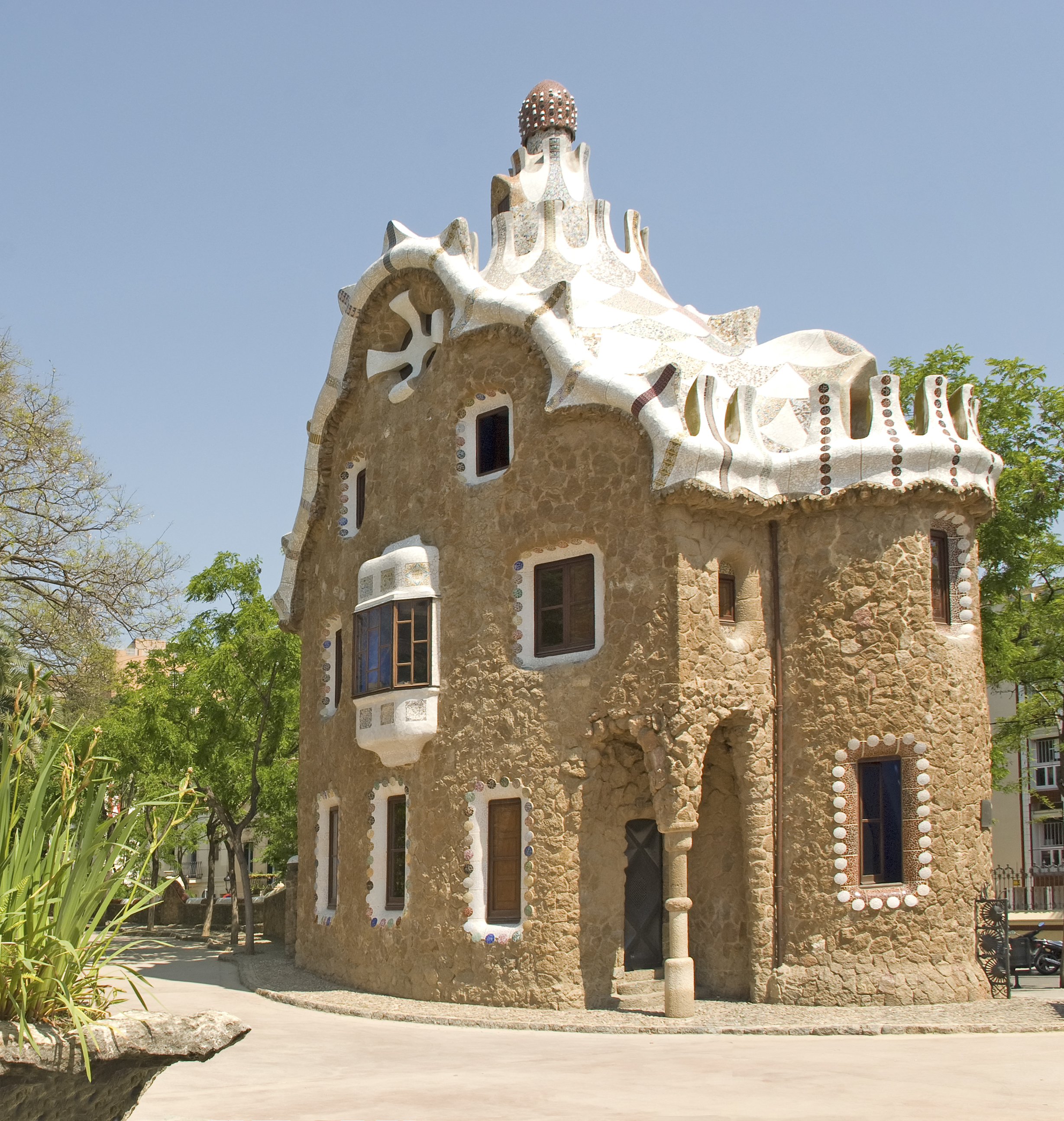
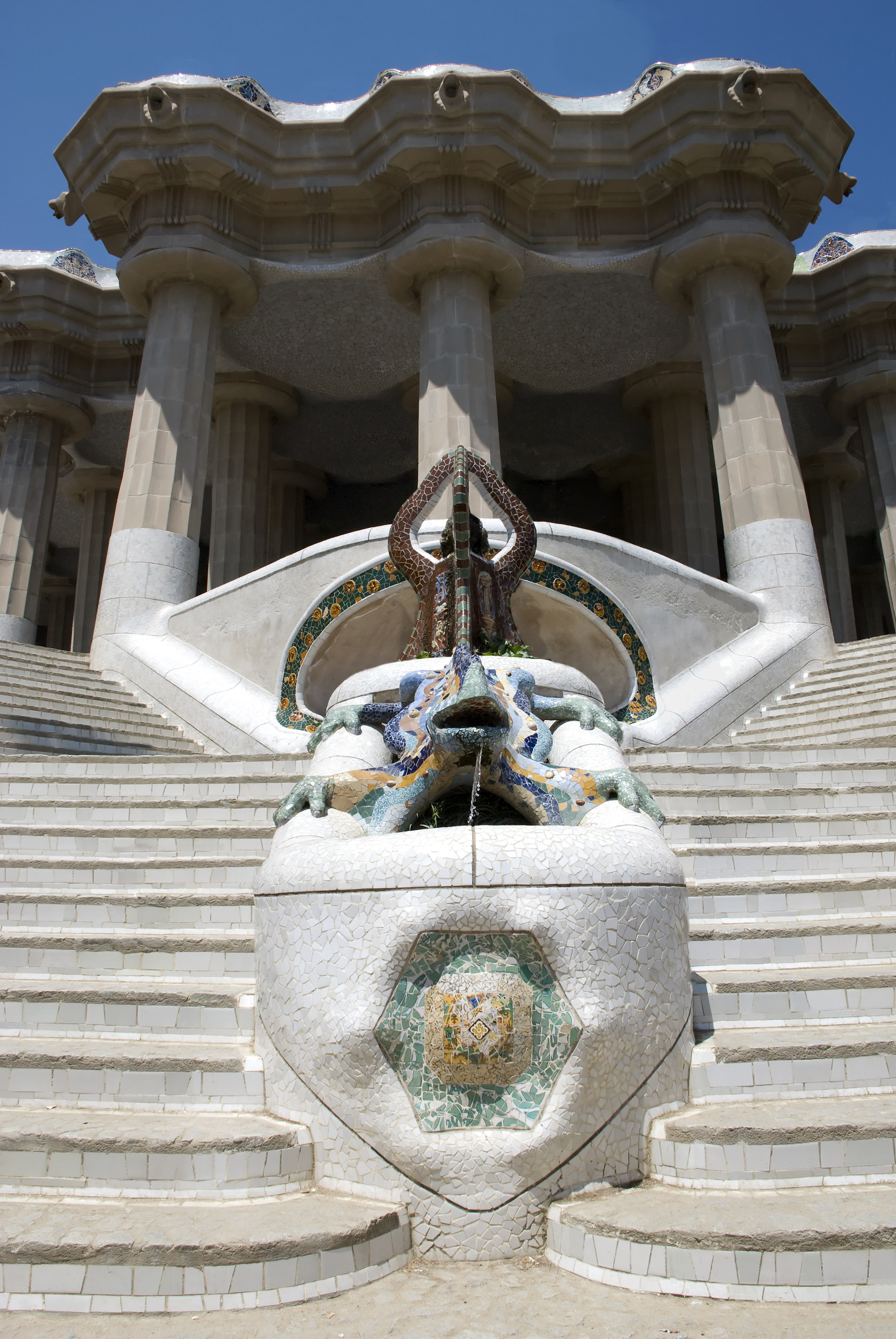
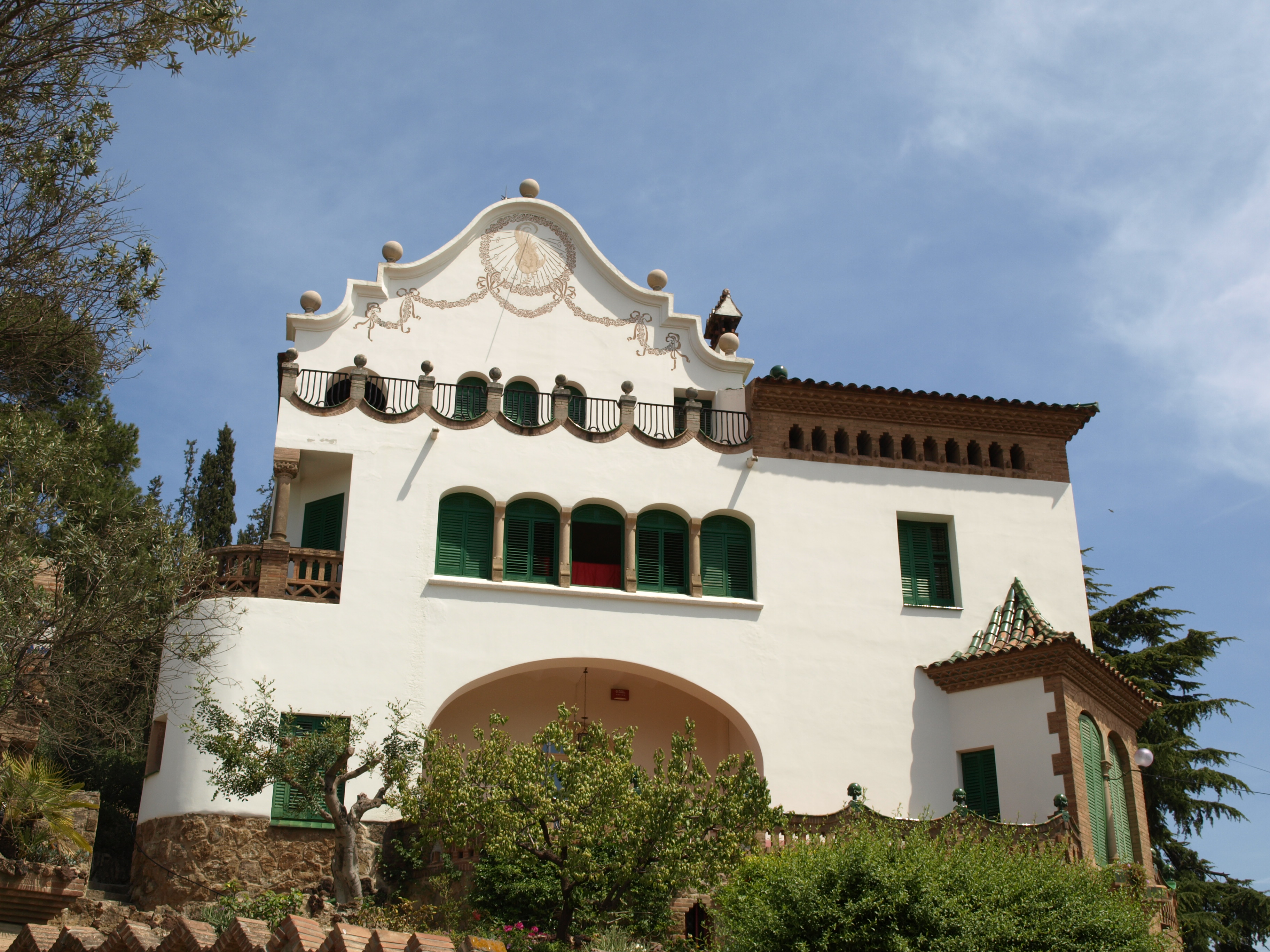